# موسيقى الجانغل
موسيقى الجانغل (بالإنجليزية: Jungle)‏ هو نوع من الموسيقى الإلكترونية التي تطورت في إنجلترا في أوائل التسعينيات كجزء من مشاهد الهذيان في المملكة المتحدة الناشئة من المشهد المتشددين الاختراق يتميز النمط باختراقات سريعة (غالبًا ما بين 150 إلى 200 نبضة في الدقيقة) يصفه بخطوط الريغي، حلقات إيقاعية شديدة الارتباط، عينات، وتأثيرات مركبة، كانت الجانغل سلفًا للطبل الذي حقق نجاحًا في أواخر التسعينيات.
يقوم المنتجون بإنشاء أنماط الأسطوانة عن طريق قطع الفواصل غالبًا عن الفانك والجاز وأكثر هذه العناصر شيوعًا هو ما يسمى بـ «استراحة آمين»،  وذلك من خلال تسجيل المجموعة الأمريكية «وينستونز» عام 1969، يدمج منتجو الغابة أساليب إنتاج نظام الصوت الجامايكي / الكاريبي الكلاسيكية  مثل خطوط الجري البطيئة والعميقة والألحان البسيطة الموجودة في الدوب والريغي والرقص وكذلك عناصر إنتاج الهيب هوب والإنتاج التقني.

## التاريخ
في أوائل التسعينيات  أصل الكلمة  «Jungle» تنبع من مصطلح "junglist"  الذي يشير إلى أشخاص من حدائق ارنيت مساحة كينجستون، غالبًا ما يلاحظ أن المصطلح في المملكة المتحدة عن طريق أخذ عبارة «جميع رجال الغابة» من شريط لحزب نظام الصوت في كينغستون، فكر البعض في هذا المصطلح على أنه تمكين  وتأكيد على سواد الموسيقى وثقافتها الفرعية  مما عكس التاريخ العنصري لمصطلح «موسيقى الغاب».

### السياق الاجتماعي والثقافي
كانت موسيقى الجانغل شكلاً من أشكال التعبير الثقافي لشباب المناطق الحضرية في لندن. تركت المملكة المتحدة في فترة ما بعد تساتشيري في أوائل التسعينات العديد من الشباب الحضريين المحرومين وخيبة الأمل من هيكل مجتمعي يبدو انهارًا يعكس الغاب هذه المشاعر، كان أسلوبًا موسيقيًا أكثر ظلامًا وأقل حماسًا من العديد من الأنماط الأخرى الشائعة في الهذيان على الرغم من تأثرها الشديد بأشكال الهذيان الأخرى،  بما في ذلك تلك التي انبثقت من الولايات المتحدة كان ينظر إلى الغابة أيضًا باعتبارها «رد إنجلترا على الهيب هوب» بهدف تحطيم الحدود العرقية وتعزيز الوحدة من خلال التعددية الثقافية  مستمدة من ثقافات مختلفة وجذب الحشود المختلطة في الأنهار.
أسلوب موسيقى الجانغل في إيقاع اللحن ألغى هيمنة اللحن الزائد في التسلسل الهرمي للموسيقى الغربية إضافة إلى طبيعتها الجذرية، موسيقى الجانغل  كمشهد  لم تكن قادرة على تقرير ما إذا كانت تريد أن تكون المعترف بها في التيار الرئيسي أو إذا كان يريد تجنب تحريف تجلى ذلك في تعاون فنانين الغابة وتسميات سجل صغير، تعمل ملصقات التسجيل الصغيرة على توفير المزيد من الاستقلالية لفناني الموسيقى في مقابل أعمالهم وانتشرت موسيقى الغاب بواسطة محطات القرصنة في الشبكات والنوادي السرية، مثال على هذا الصراع هو الجنرال ليفي، فنان الريغي، الذي تعرض لانتقادات بسبب بيعه للتيار الرئيسي عندما قام فيلمه المعنون «لا يصدق» بعمل مخطط المملكة المتحدة للفردي في عام 1994، كان هناك رأي مختلط في عمله لأن الكثيرين لم يعجبهم إدعائه بأنه «ملك الغابة» في الوقت نفسه سمح عمله بالاعتراف الشائع الذي ربما لم يحدث خلاف ذلك.

### ظهور الصوت «الغاب»
في الصيف عام 1992، قام نادي ليلي الخميس في لندن يدعى ريج بتغيير التنسيق استجابة لتسويق مشهد الهذيان، بدأ كل من  غروفريدر دي جي المقيم فابيو من بين آخرين في رفع مستوى الصوت إلى مستوى جديد زادت سرعة الموسيقى من 120 نبضة في الدقيقة إلى 150 نبضة في الدقيقة في حين تم إحضار المزيد من عناصر موسيقى الرغا والرقص وتناقصت التأثيرات الفنية والديسكو والمنزل.
واحدة من الاختراقات الأكثر استخداما وتميزا في هذا النوع من الموسيقى الغاب هو «استراحة آمين». ظهر تسلسل الفخ والصنج لأول مرة في أغنية «آمين الأخ» لعام 1969 في وينستونس  ومنذ ذلك الحين تم تقطيعها وإعادة تدويرها وإعادة دمجها في قرع الطبول التي لا تعد ولا تحصى الكامنة وراء معظم هذا النوع.

### أوجه التشابه مع الهيب هوب
يتم إنتاج كلا النوعين من الموسيقى باستخدام نفس أنواع المعدات: آلات أخذ العينات، آلات الطبل، الميكروفونات  وأجهزة التسلسل، علاوة على ذلك  يحتوي كلا النوعين من الموسيقى على نفس المكونات الأساسية  بما في ذلك التعقيد الإيقاعي والتكرار مع اختلافات دقيقة  وأهمية الأسطوانة  والاهتمام باللحن في ترددات الجهير والانقطاعات في الملعب والوقت.

### العلوم الفذة
تزامن نضوج الجانغل  مع سهولة متزايدة في إنتاج الموسيقى المستندة إلى الكمبيوتر مما يسمح بتقطيع النغمات ومعالجتها وإعادة ربطها بمستويات أعلى وأعلى من التعقيد.

### القمة
وصلت موسيقى الجانغل إلى ذروتها في شعبيتها بين عامي 1994 و 1995في هذه المرحلة  كان هذا النوع يولد عددًا من أفضل 40 أغنية في المملكة المتحدة  وأنتج سلسلة من مجموعات الأقراص المدمجة في نهاية هذه الفترة  كان هذا النوع من الملوثات من قبل الشركات الكبرى (التجارية) وموسيقى الغابة ذهبت تحت الأرض هذا هو الوقت الذي بدأ فيه ظهور الطبل مع تخويف المنتجين الأوروبيين بسبب الضجة التي تسببت بها الجانغل  ثم دمج الأصوات والإيقاعات الجديدة في موسيقاهم.

### مزيد من التطور
شهد عامي 1996 و1997 صوتًا أقل تأثرًا بالريغي وشريطًا صوتيًا أغمق وأكثر حزماً وشريرًا، سيطرت موسيقى الهيب هوب والجاز على الأغاني في هذه الفترة وكان لها دورًا أساسيًا في انتقال صوت الغاب إلى الطبل والباس، بحلول نهاية عام 1998  كان صوت النوع قد تغير أشكاله بشكل ملحوظ عن ذلك الذي سمع في وقت سابق من العقد.

### استمرار التاريخ
غالبًا ما يستخدم مصطلح «الجانغل» كمرادف للطبل والباس، خاصةً في الولايات المتحدة أكثر شيوعًا  يُنظر إلى الغابة كنقطة انطلاق للطبلة والباس، مع التغييرات التدريجية التي جلبها الفنانون في أواخر التسعينيات كنقطة تحويل.
لاحظت حركة مزدهرة تحت الأرض تنتج وتطور مساراتًا بأسلوب التسعينيات وبعض منتجي الغاب الأصليين (وإن كان معظمهم من الطبل والباست) هذا الحماس الجديد للصوت الأصلي شهدت أمريكا الشمالية إحياء راجا الجانغل في عام 2001 العديد من الأسماء الجديدة تظهر لحمل الشعلة.